# Kap Bambino
Kap Bambino est un groupe de musique électronique français, originaire de Bordeaux, en Gironde. C'est l'association de deux artistes : Khima France et Groupgris, de leurs vrais noms Caroline Martial (chanteuse) et Orion Bouvier (machines). Leur style se qualifie par un electro-rock mixé avec des sons 8-bit.

## Biographie
Le groupe est connu pour ses prestations scéniques. Le groupe a, depuis ses débuts, construit sa carrière autant à l'étranger qu'en France. Ils sont parfois comparés à Crystal Castles,. Ils ont partagé l'affiche avec des artistes tels que DAT Politics ou Late of the Pier et se sont produits dans de grands festivals français et internationaux tels que les Eurockéennes de Belfort, le festival de Glastonbury ou le festival South by Southwest à Austin en 2009. Ils dirigent leur propre label wwilko sur lequel ils ont publié leurs premiers disques avant de signer en 2009 avec Because Music. Un nouvel album intitulé Devotion est publié en mars 2012,. Ils ont aussi réalisé des remixes pour  Gangpol und Mit, Birdy Nam Nam, Moby et Frustration.